# زينيت سانت بطرسبرغ (كرة سلة)
زينيت سانت بطرسبرغ هو فريق كرة سلة روسي تأسس في 2003 يقع في سانت بطرسبرغ، روسيا. يلعب في دوري اتحاد في تي بي.

## وصلات خارجية
- الموقع الإلكتروني

قالب:دوري اتحاد في تي بي